# Lorenzo di Vergusio

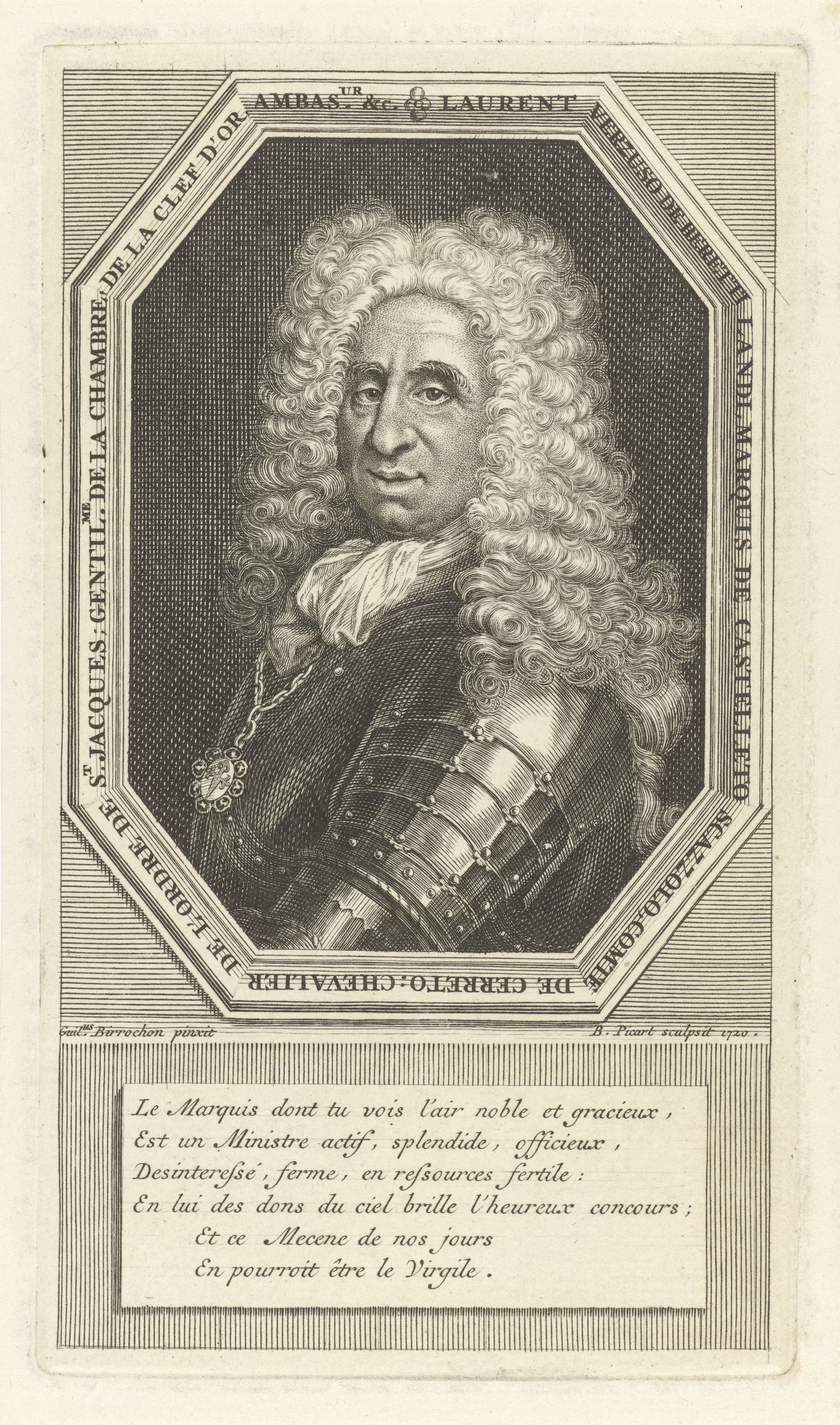
Lorenzo di Vergusio, markiz de Beretti-Landi

Lorenzo di Vergusio, markiz de Beretti-Landi (ur. w 1661, zm. w 1725) – włoski szlachcic i hiszpański dyplomata.
Służył w hiszpańskiej dyplomacji. Był hiszpańskim posłem nadzwyczajnym w Konfederacji helweckiej (Szwajcaria) w latach 1703–1716, a następnie ambasadorem Hiszpanii w Hadze w latach 1716–1721.
Jego krewnym był opat i dyplomata Francesco Landi, hrabia Landi.